# Axel von Arbin
Axel Gustaf von Arbin, född 7 september 1877 i Linköping, död 11 februari 1954 i Gingri, Fristads landskommun, var en svensk militär.
Axel von Arbin var son till kabinettskammarherren Axel von Arbin. Han blev underlöjtnant vid Första livgrenadjärregementet 1898, löjtnant vid Generalstaben 1910 och kapten där 1912. År 1916 blev von Arbin kapten vid första livgrenadjärregementet. 1919 blev han major vid Generalstaben och 1921 major vid Första livgrenadjärregementet. von Arvin var 1923–1926 militärattaché i Warszawa och Bukarest 1923–1926, blev 1924 överstelöjtnant vid Södermanlands regemente och var 1927–1936 överste och chef för Älvsborgs regemente. Han var medlem av 1930 års försvarskommission och blev ledamot av Krigsvetenskapsakademien 1931. von Arbin var även fram till 1929 ordförande i Svenska handelskammaren i Polen. Han är begravd på Norra begravningsplatsen utanför Stockholm.